# Obituary
Gli Obituary sono un gruppo musicale death metal statunitense formatosi a Tampa nel 1984.
Considerati una delle band più importanti del genere, assieme a Death, Morbid Angel, Cannibal Corpse e Deicide formano i cosiddetti "Big 5" del death statunitense che si sviluppò alla fine degli anni ottanta.

## Storia del gruppo

### Gli inizi

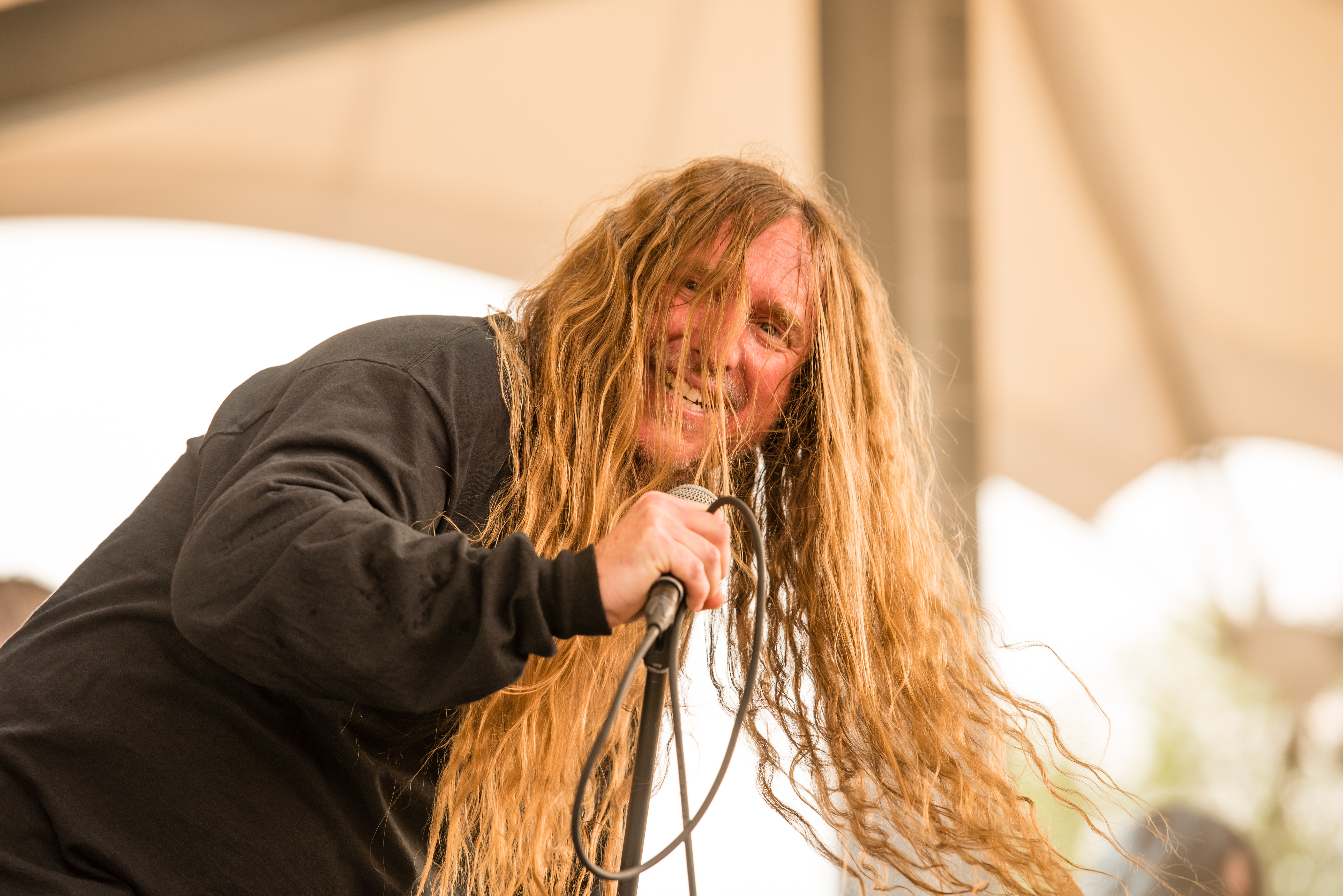
John Tardy al Rock Hard Festival 2014

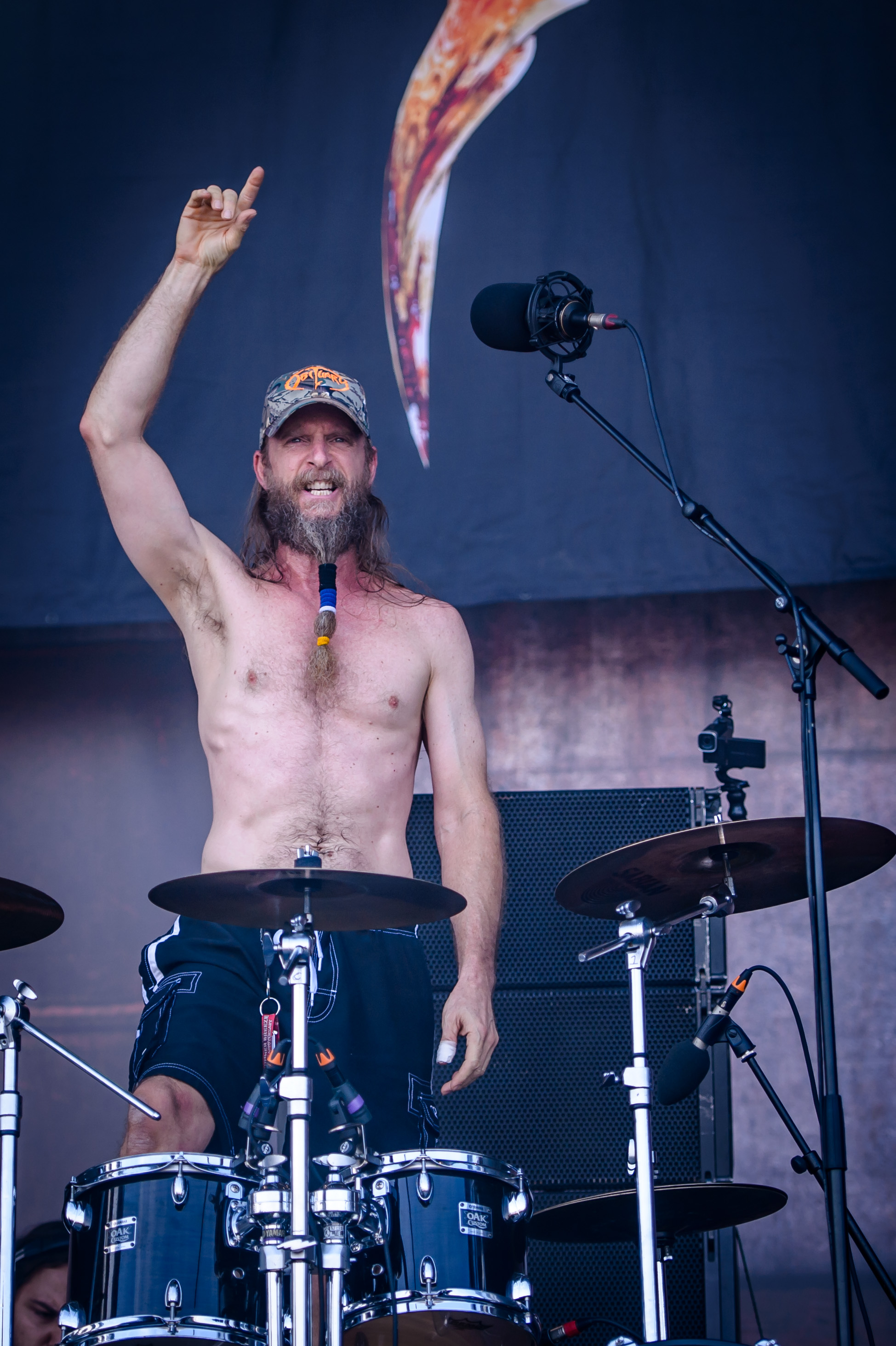
Donald Tardy al Summer Breeze Open Air 2017

Gli Obituary nascono nel 1984 ad opera dei fratelli John (voce) e Donald Tardy (batteria), assieme a Trevor Peres (chitarra ritmica), Jerome Grable (basso) e Jerry Tidwell (chitarra solista). Registrano tre demo, due come "Executioner" nel 1985 e 1986 e uno come "Xecutioner" l'anno successivo: eccetto il primo la formazione comprende Allen West al posto di Tidwell mentre nel 1988 Grable viene sostituito da Daniel Tucker e il gruppo adotta il nome attuale.

### Il successo
Nel 1989 esce per la Roadrunner Records il loro primo album in studio, Slowly We Rot, e nella formazione Frank Watkins sostituisce Grable. L'anno successivo registrano con James Murphy alla chitarra solista Cause of Death, considerato uno dei massimi capolavori del genere. Nel 1992 West rientra nel gruppo e viene pubblicato The End Complete: questo lavoro, a detta di Peres, è quello che più rappresenta il sound degli Obituary e costituisce il disco death che ha venduto di più nella storia, con oltre 100 000 copie nei soli Stati Uniti e più di 250.000 nel mondo; il nuovo logo degli Obituary presente in questo disco è stato inoltre il più venduto di sempre a livello di merchandising per la Roadrunner. Nel 1994 arriva World Demise, che presenta narrazioni di mondi degradati ed ecosistemi alterati mescolando anche brani ricchi di echi tribali.

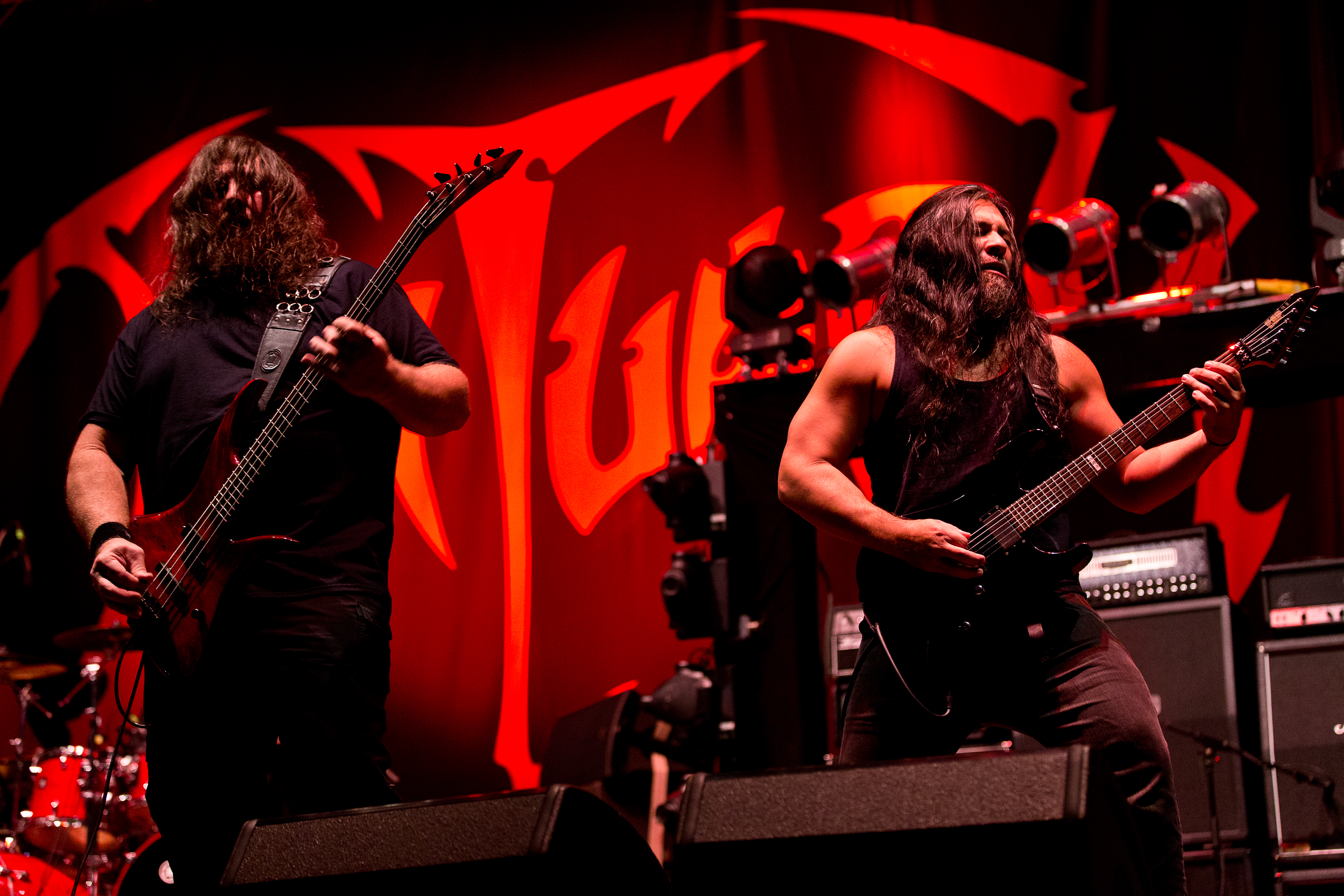
Terry Butler e Kenny Andrews al Party.San.Metal Open Air 2016

### La crisi
Gli Obituary si separano (anche se la notizia non è mai stata data ufficialmente) nel 1997 dopo il tour di supporto al quinto album in studio, Back from the Dead, e si riformano nel 2003: durante lo scioglimento Donald Tardy suonò con Andrew W.K., indossando una maglietta degli Obituary durante un'apparizione al Saturday Night Live. West lavorò invece su due progetti paralleli: i Lowbrow e i Six Feet Under mentre Peres formò i Catastrophic nel 2001, gruppo che esiste tuttora.

### Il ritorno
Nel 2005 viene pubblicato (l'ultimo previsto dal contratto con l'etichetta olandese) il primo album post-reunion, Frozen in Time, ottenendo nuovamente larghi consensi di pubblico e critica. Alla produzione di questo lavoro ha partecipato anche Scott Burns, eccezionalmente tornato alla consolle come supervisore. Poco dopo West viene arrestato ed estromesso dagli Obituary mentre Frank Watkins come "Bøddel" ("Executioner" in norvegese) si unisce ai Gorgoroth e nel 2010 lascia il gruppo. Tre anni prima era stato pubblicato, tramite la Candlelight Records, Xecutioner's Return, seguito due anni dopo dall'ottavo album in studio, Darkest Day, entrambi con alla chitarra solista Ralph Santolla. Come il terzo (The End Complete), il disegnatore tedesco Andreas Marschall ha firmato le copertine per tutti questi e i successivi.

### Ultimi anni
L'ex-Death, Massacre e Six Feet Under Terry Butler entra nel gruppo come bassista, così come Kenny Andrews (già compagno di Donald Tardy nella band di Andrew W.K.) diventa il chitarrista solista. Con una raccolta fondi su Kickstarter viene realizzato Inked in Blood, uscito nel 2014 per la Relapse Records, che ha rilasciato anche l'eponimo album del 2017.

## Stile musicale
Gli Obituary suonano un death metal più lento rispetto ad altri esponenti del genere mentre il cantato si distingue per la sua grande distorsione. Il gruppo che ha maggiormente influenzato gli Obituary sono i Celtic Frost, tra i pionieri del metal estremo.

## Formazione

### Formazione attuale

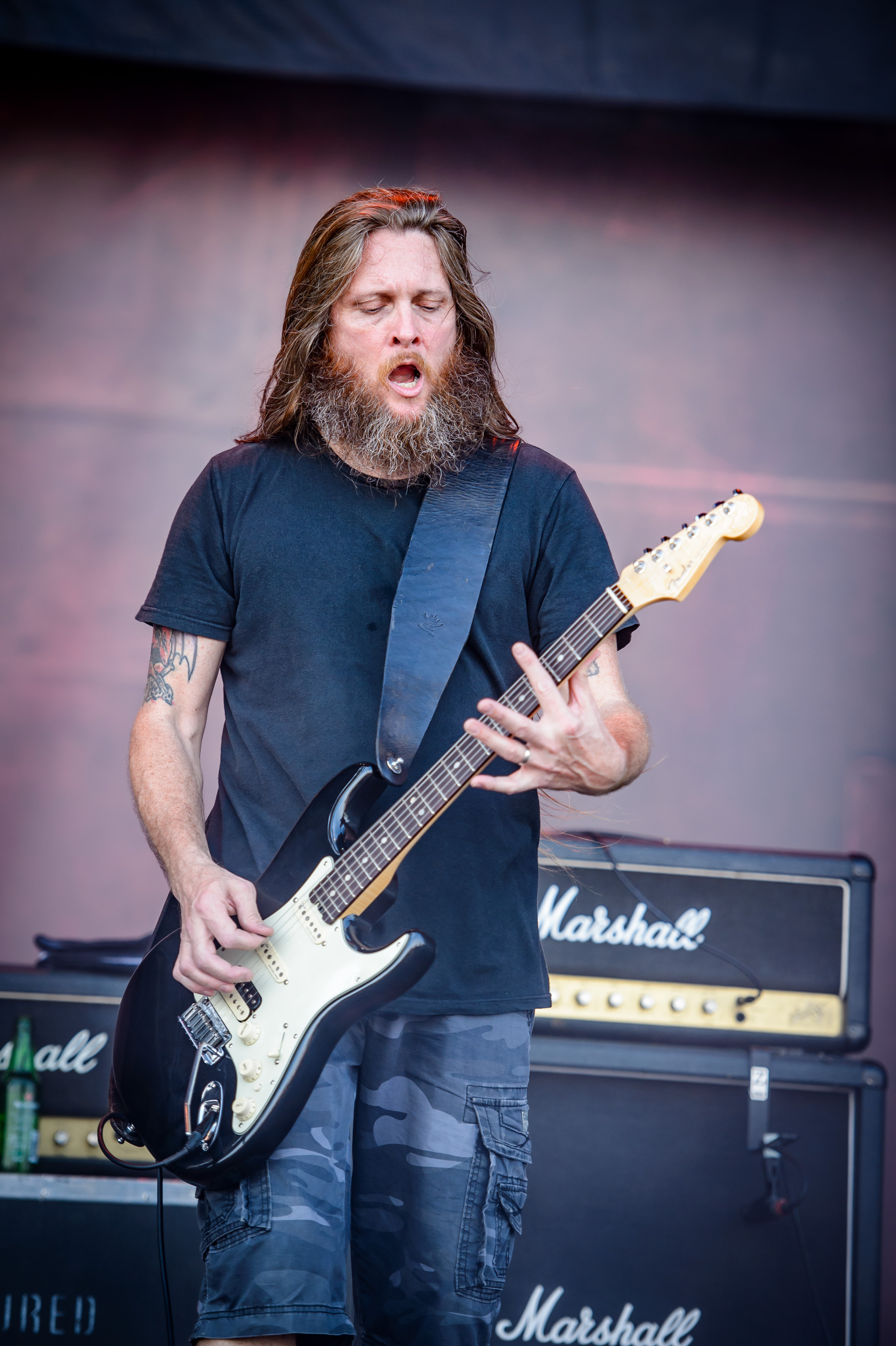
Trevor Peres

- John Tardy – voce (1988-1997, 2003-presente)
- Kenny Andrews – chitarra solista (2012-presente)
- Trevor Peres – chitarra ritmica (1988-1997, 2003-presente)
- Donald Tardy – batteria (1988-1997, 2003-presente)
- Terry Butler – basso (2010-presente)

### Ex componenti
- Allen West – chitarra (1988-1989, 1991-1997, 2003-2006)
- Daniel Tucker – basso (1988-1989)
- Frank Watkins – basso (1989-1997, 2003-2010; morto nel 2015)
- James Murphy – chitarra (1990)
- Steve DiGiorgio - basso (2010-2011)
- Ralph Santolla – chitarra (2007-2011; morto nel 2018)

## Discografia

### Album in studio
- 1989 – Slowly We Rot
- 1990 – Cause of Death
- 1992 – The End Complete
- 1994 – World Demise
- 1997 – Back from the Dead
- 2005 – Frozen in Time
- 2007 – Xecutioner's Return
- 2009 – Darkest Day
- 2014 – Inked in Blood
- 2017 – Obituary
- 2023 – Dying of Everything

### Live
- 1998 – Dead
- 2016 – Ten Thousand Ways to Die

### Raccolte
- 2001 – Anthology
- 2008 – The Best of Obituary

## Videografia

### Album video
- 2007 – Frozen Alive